# 1524
1524. је била проста година.

## Догађаји

### Јануар
- 17. јануар — Фирентински истраживач Ђовани Верацано, у служби француског краља Франсое I, испловљава са Мадеире у Нови свет, тражећи западни пут морем до Тихог океана.

### Март
- 1. март — Верацанова експедиција пристаје код Кејп Фира.

### Април
- 17. април — Чланови Верацанове експедиције постају први Европљани који стижу у Њујоршки залив и виде острво Менхетн.

### Јул
- 8. јул — Верацанова експедиција се враћа у Дјеп.

### Децембар
- 8. децембар — Франциско Ернандез де Кородба је основао град Гранаду, најстарији хиспански град на копну западне хемисфере.

## Смрти

### Јануар
- 23. мај — Исмаил I, персијски шах

### Јун
- 24. децембар — Васко да Гама, португалски морепловац